# Zerstörer 1936A
Zerstörer 1936A byla třída torpédoborců německé Kriegsmarine z období druhé světové války. Jejich neoficiální označení bylo třída Narvik. Celkem bylo postaveno patnáct jednotek této třídy, z toho osm základího modelu Zerstörer 1936A a sedm jednotek upravené verze Zerstörer 1936A (Mob). Pět torpédoborců bylo ve válce ztraceno.

## Stavba
Torpédoborce tohoto typu konstrukčně vycházely ze svých předchůdců typu Zerstörer 1936. Výrazně však byla posílena jejich výzbroj přechodem na 150mm kanóny. Kormidla byla zdvojena. Vzhledem ke zpoždění výroby dělových věží byly torpédoborce Zerstörer 1936A dokončeny pouze se čtyřmi věžmi místo plánovaných pěti. Celkem bylo postaveno osm jednotek základního modelu Zerstörer 1936A. Torpédoborec Z28 byl upraven pro plnění role vlajkové lodě (větší kapacita ubikací aj.). Stavbu zajistilo konsorcium Deschimag v loděnici AG Weser v Brémách. Torpédoborce byly do služby přijaty v letech 1940–1941.
V souvislosti s vypuknutím války byla objednána série dalších sedmi torpédoborců, vycházejících z typu Zerstörer 1936A. Lišily se zjednodušenou technologií výstavby, a proto dostaly označení Zerstörer 1936A (Mob). Všechny, s výjimkou vedoucího Z31, byly vybaveny dvojitou dělovou věží na přídi. Čtyři torpédoborce postavilo konsorcium Deschimag v loděnici AG Weser v Brémách a zbývající tři loděnice Germaniawerft v Kielu. Do služby byly přijaty v letech 1942–1943.
Jednotky tříd Zerstörer 1936A Narvik a Zerstörer 1936A (Mob):
| Jméno | Verze                 | Loděnice      | Založení kýlu | Spuštěna          | Vstup do služby | Status |
| ----- | --------------------- | ------------- | ------------- | ----------------- | --------------- | --- |
| Z23   | Zerstörer 1936A       | Deschimag     | 1938          | 14. prosince 1939 | září 1940       | Dne 12. srpna 1944 u La Pallice poškozen britským letectvem. Dne 20. srpna 1944 vyškrtnut. Po válce francouzi využit jako zdroj náhradních dílů a sešrotován.                                 |
| Z24   | Zerstörer 1936A       | Deschimag     | 1939          | 7. března 1940    | říjen 1940      | Dne 24. srpna 1944 v ústí Gironde zasažen britským letectvem. Dokázal doplout do Le Verdon-sur-Mer, ale následně se převrátil v kotvišti.                                                     |
| Z25   | Zerstörer 1936A       | Deschimag     | 1939          | 16. března 1940   | listopad 1940   | Vzdal se ve Velké Británii. V únoru 1946 předán Franciia zařazen jako Hoche (D602). V letech 1952–1953 modernizován. Vyřazen 1956. Sešrotován 1958.                                           |
| Z26   | Zerstörer 1936A       | Deschimag     | 1939          | 2. dubna 1940     | leden 1941      | Dne 29. března 1942 v Barentsově moři potopen britským lehkým křižníkem HMS Trinidad a torpédoborcem HMS Eclipse v bitvě o konvoj PQ-13.                                                      |
| Z27   | Zerstörer 1936A       | Deschimag     | 1939          | 1. srpna 1940     | únor 1941       | Dne 28. prosince 1943 v Biskajském zálivu potopen britskými lehkými křižníky HMS Glasgow a HMS Enterprise.                                                                                    |
| Z28   | Zerstörer 1936A       | Deschimag     | 1939          | 20. srpna 1940    | srpen 1941      | Dne 6. března 1945 poblíž Sassnitzu v Baltském moři potopen britským letectvem. |
| Z29   | Zerstörer 1936A       | Deschimag     | 1940          | 15. října 1940    | červenec 1941   | Předán USA. Dne 16. prosince 1946 záměrně potopen ve Skagerraku. Přitom měl na palubě chemickou munici.                                                                                       |
| Z30   | Zerstörer 1936A       | Deschimag     | 1940          | 8. prosince 1940  | listopad 1941   | Dne 20. října 1944 v Oslofjordu vážně poškozen minou a odrtažen do Osla. Do konce války nebyl opraven. Po válce předán Velké Británii, využit při testech a následně sešrotován.              |
| Z31   | Zerstörer 1936A (Mob) | Deschimag     | 1940          | 15. května 1941   | duben 1942      | Dne 28. ledna 1945 v Sognefjordu poškozen britskými křižnky HMS Mauritius a HMS Diadem. V únoru 1946 předán Francii, zařazen jako Marceau. V letech 1948–1950 modernizován. Sešrotován 1958.  |
| Z32   | Zerstörer 1936A (Mob) | Deschimag     | 1940          | 15. srpna 1941    | září 1942       | Dne 9. června 1944 poškozen britskými torpédoborci HMCS Haida a HMCS Huron. Najel na břeh a později byl zničen spojeneckým letectvem.                                                         |
| Z33   | Zerstörer 1936A (Mob) | Deschimag     | 1940          | 15. září 1941     | únor 1943       | V únoru 1946 předán SSSR jako Provornyj. |
| Z34   | Zerstörer 1936A (Mob) | Deschimag     | 1941          | 5. května 1942    | červen 1943     | Dne 15. dubna 1945 poblíž Gdaňsku vážně poškozen sovětskými torpédovými čluny. Po válce předán USA. Dne 26. března 1946 záměrně potopen ve Skagerraku. Přitom měl na palubě chemickou munici. |
| Z37   | Zerstörer 1936A (Mob) | Germaniawerft | 1940          | 24. února 1941    | červenec 1942   | Dne 30. ledna 1944 vážně poškozen při kolizi s torpédoborcem Z32. Dne 20. srpna 1944 vyřazen. Kanóny využity v pobřežním opevnění. Dne 24. srpna 1944 v Bordeaux záměrně potopen. Sešrotován. |
| Z38   | Zerstörer 1936A (Mob) | Germaniawerft | 1940          | 5. srpna 1941     | březen 1943     | Předán Velké Británii jako HMS Nonsuch (R40, D107). Vyřazen 1949. Sešrotován. |
| Z39   | Zerstörer 1936A (Mob) | Germaniawerft | 1940          | 2. prosince 1941  | srpen 1943      | Předán USA jako DD-939. Využit ke zkouškám. Roku 1947 prodán Francii jako zdroj náhradních dílů. Sešrotován 1964.                                                                             |

## Konstrukce

### Zerstörer 1936A

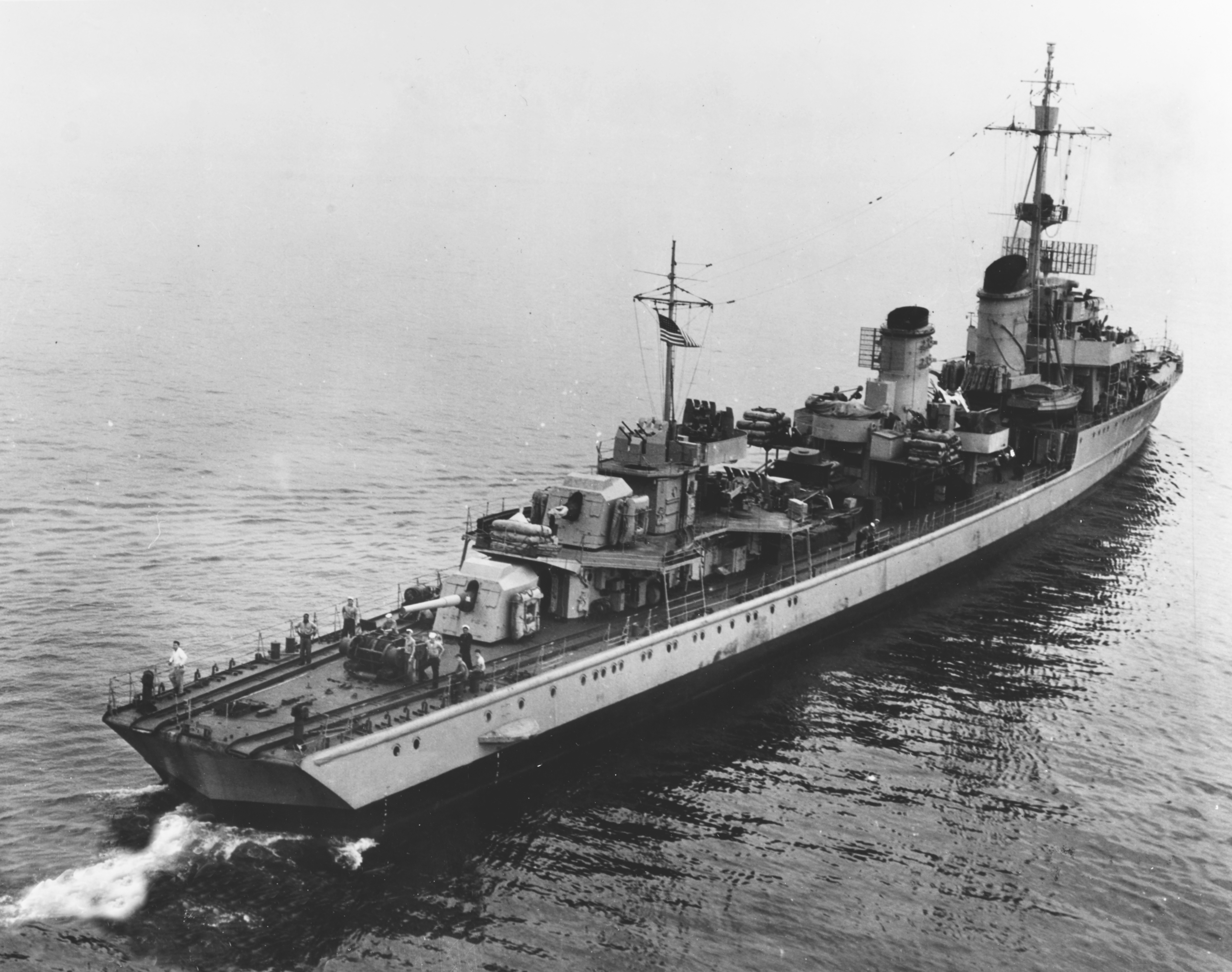
Z39 v Bostonu v září 1945

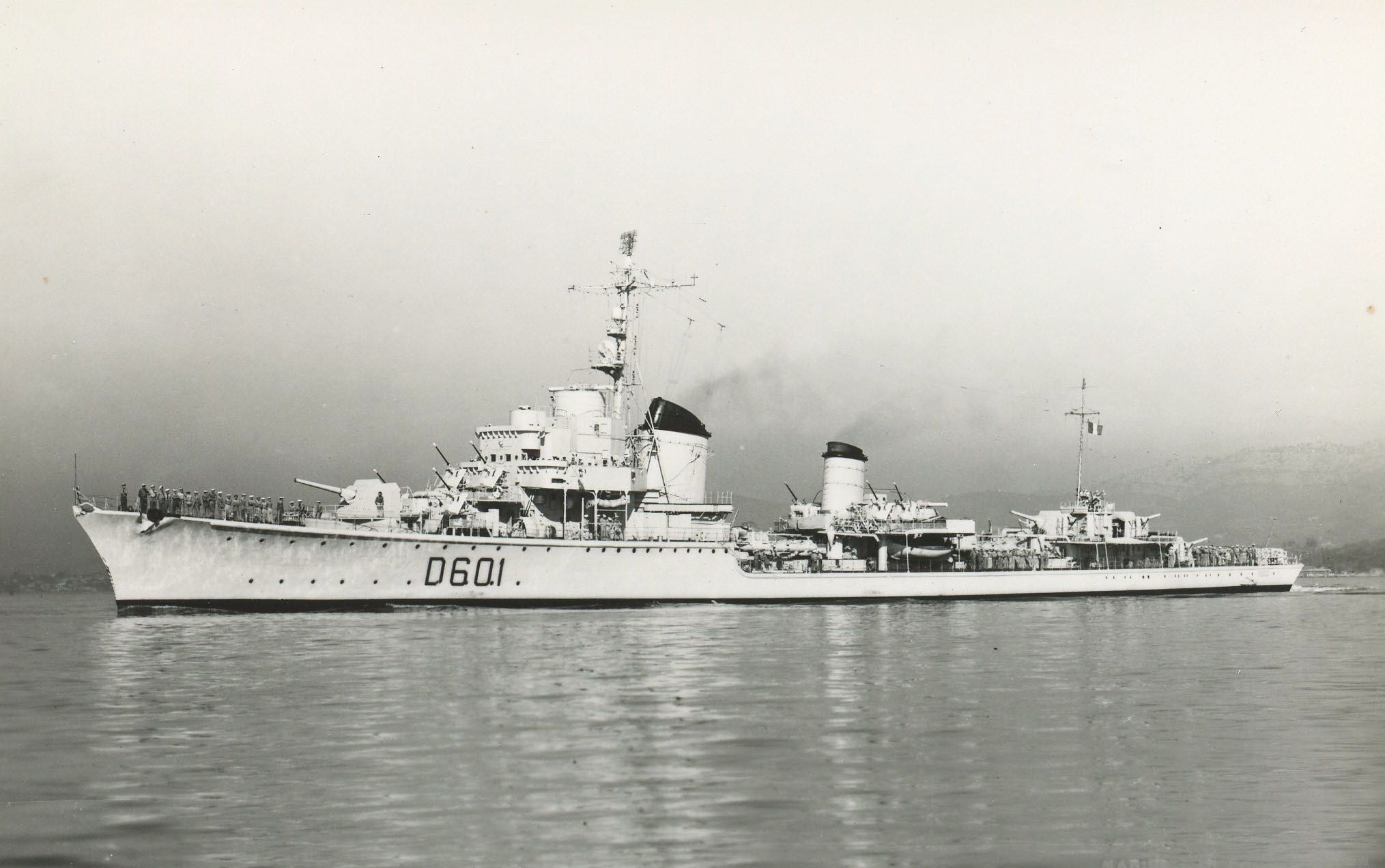
Francouzský torpdoborec Marceau (ex Z31)

Plavidla byla vybavena radarem FuMO 21, sonarem S-Gerät a hydrofonem GHG. Výzbroj tvořily čtyři 150mm kanóny v jednodělových věžích, čtyři 37mm kanóny, pět protiletadlových 20mm kanónů a dva čtyřhlavňové 533mm torpédomety. Dále nesly čtyři vrhače hlubinných pum a až šedesát námořních min. Pohonný systém tvořilo šest kotlů Wagner a dvě turbíny Deschimag o výkonu 70 000 shp, pohánějící dva lodní šrouby. Nejvyšší rychlost dosahovala 38,5 uzlu. Dosah torpédoborců Z23–Z27 byl 2500 námořních mil při rychlosti devatenáct uzlů. V případě torpédoborce Z28 byl při stejné rychlosti prodloužen na 2900 námořních mil a u torpédoborců Z29 a Z30 na 2950 námořních mil.

### Zerstörer 1936A (Mob)
Výzbroj plavidel byla zesílena o jeden 150mm kanón díky použití dvouhlavňové věže na přídi (pouze prototypový Z31 nesl jen čtyři jednohlavňové věže). Další výzbroj tvořily dva 37mm kanóny, deset 20mm kanónů a dva čtyřhlavňové 533mm torpédomety.

### Modifiace
Během služby bylo upravováno složení výzbroje a výstroje jednotlivých plavidel. Torpédoborce Z23, Z24, Z25, Z29 a Z31 v rámci modernizace dostaly novou dvouhlavňovou dělovou věž na přídi. Zhoršilo to však jejich nautické vlastnosti.